# ミュフィデ・カドゥリ
ミュフィデ・カドゥリ（土: Müfide Kadri、1890年 - 1912年）とは、トルコの画家、作曲家。トルコ初の女性芸術家の1人で、オスマン帝国最初の女性美術教師。絵画作品の多くは肖像画か人物のいる風景画。

## 生涯
生まれてすぐ母親を亡くし、遠縁で子供のいなかったカドゥリ・ベイ夫婦の養女となる。学校には通わず家庭教師の教育を受けたが、その家庭教師が彼女の芸術的才能を見出した。絵を描きだしたのは10歳の時で、オスマン・ハムディ・ベイに師事。その後、イタリア出身で芸術学校（現ミマール・スィナン芸術大学）教授のサルヴァトーレ・ヴァレーリから水彩画を習う。さらにピアノ、ヴァイオリン、ウードやケメンチェといった民族楽器も学ぶ。
オスマン・ハムディ・ベイの奨めで、作品のいくつかをミュンヘンの展覧会に出品したところ金メダルを受賞。イスタンブール女子高校の音楽教師になり、後には美術と刺繍も担当した。さらにアディル・スルタン宮殿でオスマン帝国皇帝アブデュルハミト2世の娘に絵を教えたほか、文芸雑誌に載った詩人たちの詩に曲をつけたりもした。
1911年、イスタンブール・オペラ協会主催の展覧会に3枚の絵を出展した後、結核と診断される。発見が遅かったため治療の手立てがなく、翌1912年に死去した。
死後、彼女の絵画40点がオスマン画家協会のために売却された。義父カドゥリ・ベイは深く悲しみ、メッカへのウムラ（巡礼）を行い、オスマン帝国滅亡で退去するまでそこに住んだ。
彼女の遺体はカラジャアフメト墓地に埋葬された。墓石には高名な書家イスマイル・ハクキ・アルトゥンベゼルによる碑文が刻まれている。
ハリデ・エディプ・アドゥヴァルの『Son Eseri（遺作）』（1919年）は彼女の生涯にインスピーレーションを得て書かれたもので、『タニン』紙に連載された。

## ギャラリー

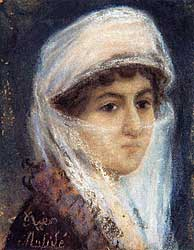
自画像
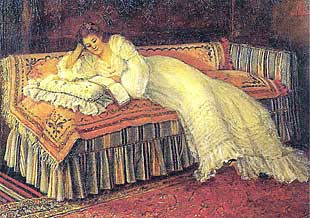
読書する女性
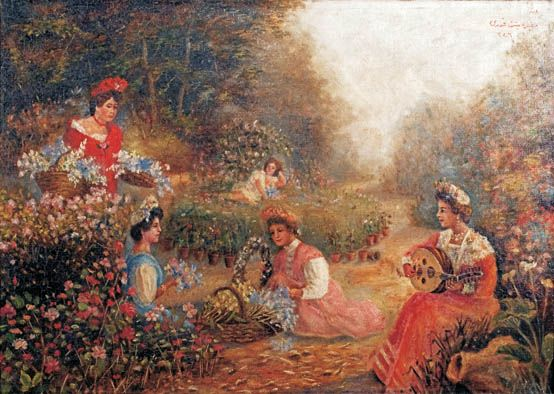
ウードを弾く女性
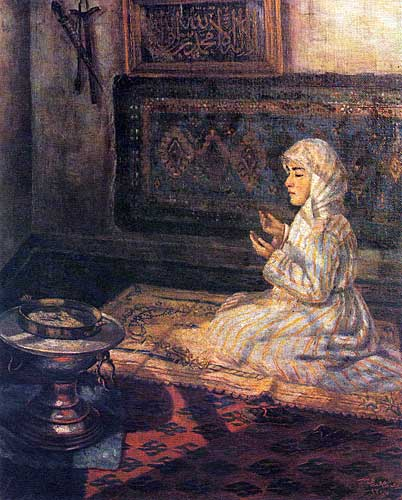
祈る少女
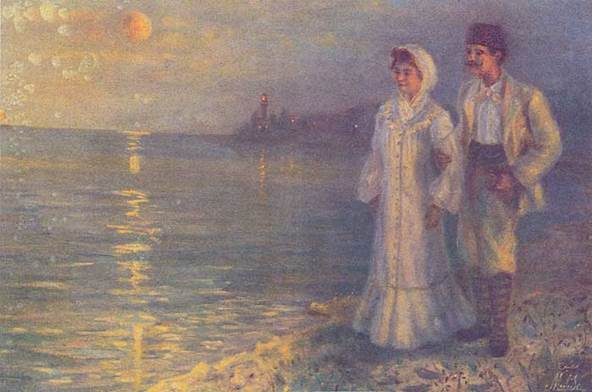
浜辺の恋人たち